# スターリング・ノース
トーマス・スターリング・ノース（英：Thomas Sterling North、1906年11月4日 - 1974年12月21日）は、アメリカ合衆国の作家・文芸評論家。
日本では、1977年に放送された日本のテレビアニメ作品「あらいぐまラスカル」の原作者として知られる。

## 概要
1963年、少年時代に飼育したアライグマとの思い出を綴る自伝的小説『はるかなるわがラスカル（原題：Rascal）』を発表。同作は、ニューベリー賞などを受賞してベストセラーになると、1969年、ディズニーによる実写映画化。そして、没後の1977年、日本にて、本作を原作とするテレビアニメ「あらいぐまラスカル」（日本アニメーション）が放映された。本作は回顧録の側面を持つことから、登場する主人公・スターリングの家族は、著者であるトーマス自身の家族をモデルとした実在の人物である。
トーマスの母であるサラ・エリザベス・ネルソンは、地元のウィスコンシン州の開拓者一家であるジェームズ・ハーベイ・ネルソンの娘であり、デビッド・ウィラード・ノースと結婚。2人の間に、トーマスの姉となるジェシカとセオ（セオドラ）、兄となるハーシェルが生まれている。
1906年11月4日、トーマスは、4人姉弟の末っ子として、ウィスコンシン州エジャートン郊外のコシュコノング湖のほとりで生まれ、10代で小児麻痺に掛かっており、片脚に障害が残る。1913年、7歳の年に母を肺炎で亡くした。
1917年、トーマスの伯父たちは、母方の祖父母とウィスコンシン州における開拓史を編纂。この活動や姉のジェシカも作家であったことから、トーマスの文筆活動に影響を与えたと考えられる。
小説『Rascal』は、開拓史の編纂と同時期の時代設定であり、この時期に過したノース宅周辺も作中の舞台となる。この家は、トーマスの父方の祖父が1894年に建て、1925年、トーマスが高校卒業を機に出ていくまで過した。その後、他者の所有となっていたが、スターリング・ノース協会によって、トーマスの生家として、1990年代以降、1917年頃の状態に復元・保存される。
1929年、シカゴ大学を中退後、ニューヨーク・テレグラムやニューヨーク・サンなどの新聞社に勤める記者となる。
1940年、文芸編集者となっていたトーマスは、既に人気を博している『スーパーマン』をはじめとした漫画を強烈に非難し、その発言は、アメリカにおける1950年代の漫画業界での自己検閲や縮小へと影響を及ぼした。
私生活ではグラディス・ブキャナンと結婚しており、トーマスが若者向けの伝記を扱う出版社で編集長になると、グラディスも編集作業に貢献している。
尚、日本では一般に知られていないが、複数の作品を発表しており、『Rascal』以外でも受賞経験やディズニー映画化がなされている。

## 来歴
- 1906年 - ウィスコンシン州に生誕。
- 1929年 - 小説家として、処女作を発表。
- 1940年 - 漫画を批判。
- 1963年 - 小説『Rascal』を刊行。
- 1974年 - 死去。

## 著作

### 小説『Rascal』
同名のアライグマ・ラスカルと共に過ごした少年時代の回顧録。邦訳は以下。
- 『はるかなるわがラスカル ―あらいぐまと自然を友としたよき時代の思い出― 』（川口正吉訳、学習研究社、1964年6月1日発売）
- 『はるかなるわがラスカル』（亀山竜樹訳、角川文庫、1970年発売）
- 『はるかなるわがラスカル』（亀山竜樹訳、角川文庫、1976年12月13日発売）
- 『小学館ライブラリー 〈711〉 はるかなるわがラスカル』（亀山竜樹訳、小学館、1994年10月20日発売）のち復刊ドットコム
- 『あらいぐまのラスカル』（藤原英司訳、あかね書房、あかね文庫、1990年）

### その他
- 『エブラハム・リンカーン』（古山こまを訳、緑地社、物語伝記選書） 1959
- 『わが森の賢者たち あらいぐまと私』（坂入香子訳、早川書房） 1967
- 『狼っ子』（藤原英司訳、集英社、動物文学シリーズ） 1970
- 『川っ子サムの冒険 マーク・トウェーン』（三橋宣子訳、学習研究社、世界の伝記） 1971
- 『メンロパークの魔術師 エジソン』（藤川正信訳、学習研究社、世界の伝記） 1971